# Rasa de Canadilla
La Rasa de Canadilla és un torrent afluent per la dreta de la Rasa de Vilanova que fa tot el seu curs pel terme municipal de Lladurs (Solsonès).

## Xarxa hidrogràfica
La xarxa hidrogràfica de la Rasa de Canadilla està integrada per un total de 6 cursos fluvials amb una longitud total de 5.954 m. que transcorren íntegrament pel terme municipal de Lladurs. El cinc afluents són tots subsidiaris de primer nivell de subsidiarietat.